# Country Club of Detroit
Country Club of Detroit, fundado en 1897, es un club de campo privado en Grosse Pointe Farms, Michigan. El estudio de arquitectura de Smith Hinchman & Grylls, conocido hoy como SmithGroup, diseñó el club de campo de estilo Tudor Revival en 1927. HS Colt rediseñó el campo de golf original del club de campo, diseñado por Bert Way, en 1912 y su socio Charles Alison modificó el diseño más tarde. En 1952, el club encargó a Robert Trent Jones, Sr., que completara un rediseño completo y, en 2011, el club renovó por completo el campo. para volver al diseño original de Colt y Alison con una interpretación ligeramente actualizada.
Ha albergado dos veces el US Amateur, primero en 1915 donde ganó Robert A. Gardner y nuevamente en 1954 cuando Arnold Palmer ganó su primer título de la USGA. En 2004, acogió el Turning Point Invitational, que reunió a muchos campeones aficionados estadounidenses anteriores para competir, incluidos Phil Mickelson y Mark O'Meara. Acogió el 66.º aficionado senior de EEUU en 2021.